# Тэнгё
Тэнгё, Тэнкё или Тэнкэй (яп. 天慶 тэнгё:, тэнкё:, тэнкэй, небесная радость) — девиз правления (нэнго) японских императоров Судзаку и Мураками с 938 по 947 год .

## Продолжительность
Начало и конец эры:
- 22-й день 5-й луны 8-го года Дзёхэй (по юлианскому календарю — 22 июня 938 года);
- 22-й день 4-й луны 10-го года Тэнгё (по юлианскому календарю — 15 мая 947 года).

## Происхождение
Название нэнго было заимствовано из 58-го цзюаня классического древнекитайского сочинения Ханьшу:「金声而玉振之、以順成天慶、垂万世之基」.

## События
- 6 апреля 938 года (4-й день 3-й луны 1-го года Тэнгё) — император посетил петушиные бои, в которых участвовали десять пар петухов[6];
- 938 год (4-я луна 1-го года Тэнгё) — с 10-го по 29-е число в Хэйан-кё наблюдалось слабое землетрясение[6];
- 939 год (1-я луна 2-го года Тэнгё) — Фудзивара-но Тадахира отпраздновал свой 60-й день рождения[6];
- 939 год (5-я луна 2-го года Тэнгё) — скончался удайдзин Фудзивара-но Цунэсукэ;
- 939 год (12-я луна 2-го года Тэнгё) — начало бунта под предводительством Тайры-но Масакадо (см. также Смута годов Дзёхэй и Тэнгё);
- 940 год (3-й год Тэнгё) — подавление восстания самурайского лидера Тайры-но Масакадо в регионе Канто;
- 941 год (7-я луна 4-го года) — гибель самурайского лидера Фудзивары-но Сумитомо, окончание смуты годов Дзёхэй и Тэнгё;
- 941 год (11-я луна 4-го года Тэнгё) — император удостоил Фудзивару-но Тадахиру титулом кампаку[7];
- 944 год (11-я луна 7-го года Тэнгё) — Фудзивара-но Санэёри, старший сын Тадахиры, был наречён удайдзином[7];
- 945 год (11-я луна 8-го года Тэнгё) — садайдзин Фудзивара-но Накахира умер в возрасте 71 года[7];
- 16 мая 946 года (13-й день 4-й луны 9-го года Тэнгё) — император Судзаку отрёкся от престола; трон унаследовал его младший брат, Нарякира-синно[8];
- 31 мая 946 года (28-й день 4-луны 9-го года Тэнгё) — на престол взошёл новый 21-летний император Мураками.

## Сравнительная таблица
Ниже представлена таблица соответствия японского традиционного и европейского летосчисления. В скобках к номеру года японской эры указано название соответствующего года из 60-летнего цикла китайской системы гань-чжи. Японские месяцы традиционно названы лунами.
| 1-й год Тэнгё (Земляная Собака)     | 1-я луна       | 2-я луна   | 3-я луна  | 4-я луна*             | 5-я луна* | 6-я луна  | 7-я луна*  | 8-я луна               | 9-я луна*   | 10-я луна  | 11-я луна  | 12-я луна*   |                          |
| ----------------------------------- | -------------- | ---------- | --------- | --------------------- | --------- | --------- | ---------- | ---------------------- | ----------- | ---------- | ---------- | ------------ | ------------------------ |
| Юлианский календарь                 | 2 февраля 938  | 4 марта    | 3 апреля  | 3 мая                 | 1 июня    | 30 июня   | 30 июля    | 28 августа             | 27 сентября | 26 октября | 25 ноября  | 25 декабря   |                          |
| 2-й год Тэнгё (Земляная Свинья)     | 1-я луна       | 2-я луна   | 3-я луна* | 4-я луна              | 5-я луна* | 6-я луна* | 7-я луна   | 7-я луна* (високосная) | 8-я луна    | 9-я луна*  | 10-я луна  | 11-я луна*   | 12-я луна                |
| Юлианский календарь                 | 23 января 939  | 22 февраля | 24 марта  | 22 апреля             | 22 мая    | 20 июня   | 19 июля    | 18 августа             | 16 сентября | 16 октября | 14 ноября  | 14 декабря   | 12 января 940            |
| 3-й год Тэнгё (Металлическая Крыса) | 1-я луна       | 2-я луна   | 3-я луна* | 4-я луна              | 5-я луна* | 6-я луна* | 7-я луна   | 8-я луна*              | 9-я луна    | 10-я луна* | 11-я луна  | 12-я луна*   |                          |
| Юлианский календарь                 | 11 февраля 940 | 12 марта   | 11 апреля | 10 мая                | 9 июня    | 8 июля    | 6 августа  | 5 сентября             | 4 октября   | 3 ноября   | 2 декабря  | 1 января 941 |                          |
| 4-й год Тэнгё (Металлический Бык)   | 1-я луна       | 2-я луна   | 3-я луна* | 4-я луна              | 5-я луна  | 6-я луна* | 7-я луна*  | 8-я луна               | 9-я луна*   | 10-я луна  | 11-я луна* | 12-я луна    |                          |
| Юлианский календарь                 | 30 января 941  | 1 марта    | 31 марта  | 29 апреля             | 29 мая    | 28 июня   | 27 июля    | 25 августа             | 24 сентября | 23 октября | 22 ноября  | 21 декабря   |                          |
| 5-й год Тэнгё (Водяной Тигр)        | 1-я луна*      | 2-я луна   | 3-я луна* | 3-я луна (високосная) | 4-я луна  | 5-я луна* | 6-я луна   | 7-я луна*              | 8-я луна    | 9-я луна*  | 10-я луна* | 11-я луна    | 12-я луна                |
| Юлианский календарь                 | 20 января 942  | 18 февраля | 20 марта  | 18 апреля             | 18 мая    | 17 июня   | 16 июля    | 15 августа             | 13 сентября | 13 октября | 11 ноября  | 10 декабря   | 9 января 943             |
| 6-й год Тэнгё (Водяной Кролик)      | 1-я луна*      | 2-я луна   | 3-я луна* | 4-я луна              | 5-я луна* | 6-я луна  | 7-я луна   | 8-я луна*              | 9-я луна    | 10-я луна* | 11-я луна  | 12-я луна*   |                          |
| Юлианский календарь                 | 8 февраля 943  | 9 марта    | 8 апреля  | 7 мая                 | 6 июня    | 5 июля    | 4 августа  | 3 сентября             | 2 октября   | 1 ноября   | 30 ноября  | 30 декабря   |                          |
| 7-й год Тэнгё (Деревянный Дракон)   | 1-я луна       | 2-я луна*  | 3-я луна  | 4-я луна*             | 5-я луна* | 6-я луна  | 7-я луна   | 8-я луна*              | 9-я луна    | 10-я луна  | 11-я луна* | 12-я луна    | 12-я луна (високосная) * |
| Юлианский календарь                 | 28 января 944  | 27 февраля | 27 марта  | 26 апреля             | 25 мая    | 23 июня   | 23 июля    | 22 августа             | 20 сентября | 20 октября | 19 ноября  | 18 декабря   | 17 января 945            |
| 8-й год Тэнгё (Деревянная Змея)     | 1-я луна       | 2-я луна*  | 3-я луна* | 4-я луна              | 5-я луна* | 6-я луна  | 7-я луна*  | 8-я луна               | 9-я луна    | 10-я луна  | 11-я луна* | 12-я луна    |                          |
| Юлианский календарь                 | 15 февраля 945 | 17 марта   | 15 апреля | 14 мая                | 13 июня   | 12 июля   | 11 августа | 9 сентября             | 9 октября   | 8 ноября   | 8 декабря  | 6 января 946 |                          |
| 9-й год Тэнгё (Огненная Лошадь)     | 1-я луна*      | 2-я луна   | 3-я луна* | 4-я луна*             | 5-я луна  | 6-я луна* | 7-я луна   | 8-я луна*              | 9-я луна    | 10-я луна  | 11-я луна* | 12-я луна    |                          |
| Юлианский календарь                 | 5 февраля 946  | 6 марта    | 5 апреля  | 4 мая                 | 2 июня    | 2 июля    | 31 июля    | 30 августа             | 28 сентября | 28 октября | 27 ноября  | 26 декабря   |                          |
| 10-й год Тэнгё (Огненная Коза)      | 1-я луна       | 2-я луна*  | 3-я луна  | 4-я луна*             | 5-я луна* | 6-я луна  | 7-я луна*  | 7-я луна* (високосная) | 8-я луна    | 9-я луна   | 10-я луна* | 11-я луна    | 12-я луна                |
| Юлианский календарь                 | 25 января 947  | 24 февраля | 25 марта  | 24 апреля             | 23 мая    | 21 июня   | 21 июля    | 19 августа             | 17 сентября | 17 октября | 16 ноября  | 15 декабря   | 14 января 948            |

* звёздочкой отмечены короткие месяцы (луны) продолжительностью 29 дней. Остальные месяцы длятся 30 дней.